# Zygopa michaelis
Zygopa michaelis is een tienpotigensoort uit de familie van de Albuneidae. De wetenschappelijke naam van de soort is voor het eerst geldig gepubliceerd in 1961 door Holthuis.